# Medi
medi (medi GmbH & Co. KG) — немецкая компания, производитель медицинского компрессионного трикотажа и ортопедических изделий со штаб-квартирой в городе Байройте.

## История
В 1920-х годах в саксонском городе Пауза Альбертом Вайермюллером и его зятем Бертольдом Фойгтманом была основана фирма Weihermüller & Voigtmann, занимавшаяся производством чулок и женских галантерейных товаров. После второй мировой войны фирма переехала из советской оккупационной зоны в Байройт, где в 1951 году Вольфганг Вайермюллер и Гюнтер Фойгтман основали компанию WeCo. В 1964 году компания освоила выпуск бесшовных высокоэластичных компрессионных чулок и колготок с непокрытой уточной нитью. В 1986 году было основано ортопедическое подразделение, расширены программы производства бандажей и освоено производство ортезов. В 1991 году компания получила своё современное наименование «medi» (используется написание со строчной буквы). С 1994 года является производителем протезов В январе 2012 года компания приобрела тройсдорфского производителя ортопедических стелек Igli.

## Критика
Компания обвинялась в попытках финансового влияния на прессу. В качестве примера такового газета Die Welt и журнал Шпигель указывали проводившийся в 2002 году конкурс «Красивые ноги — это не случайность. Заболевания вен — народная болезнь» (нем. Schöne Beine sind kein Zufall. Venenleiden — eine Volkskrankheit) с призовым фондом в 5 тысяч евро, с помощью которого компания пыталась мотивировать независимых журналистов писать статьи на интересующую её тематику.
С 2010 года фирма пытается прекратить регистрацию доменных имен и торговых марок, содержащих слог «medi» (deutschemedi.de, medi.eu и т. п.), через управление по гармонизации внутреннего рынка Евросоюза.